# Reckless (песня Мэдисон Бир)
«Reckless» («Безрассудно») — песня американской певицы Мэдисон Бир. Она вышла 4 июня 2021 года в качестве лид-сингла будущего второго студийного альбома на лейбле Epic/Sing It Loud. Песню написали Бир, Джереми Дюссоллит, Лерой Клампит и Тим Соммерс.

## История
Мэдисон Бир выпустила свой дебютный альбом под названием Life Support в начале 2021 года. За несколько дней до выпуска Life Support Бир рассказала, что она уже прошла половину пути к новой записи и в конечном итоге направится в лагерь своих соавторов, чтобы закончить новый альбом, с теми же авторами песен и продюсерами, с которыми она работал над своим дебютом.

## Композиция
По словам Бир, «Reckless» о том, «как легко некоторым людям в отношениях причинять боль другим и двигаться дальше, не чувствуя вины». Она была соавтором и сопродюсером сингла
|             | People have so much power over their partner’s feelings, yet many still choose to treat each other carelessly. I believe there is a balance to putting ourselves and our feelings first, while knowing we have the responsibility of treating people with respect, kindness, and consideration. It’s so important to find that balance in every relationship and knowing when to move on if you can’t. (англ.) |  | Люди имеют такую большую власть над чувствами своего партнера, но многие по-прежнему предпочитают относиться друг к другу небрежно. Я считаю, что существует баланс, когда ставить на первое место себя и свои чувства, и при этом осознавать, что мы обязаны относиться к людям с уважением, добротой и вниманием. Так важно находить этот баланс в любых отношениях и знать, когда двигаться дальше, если у вас не получается. |  |
| Мэдисон Бир | |  | |  |

## Отзывы
«Reckless» получила в основном положительные отзывы критиков. Обозреватель журнала Clash назвал песню чудесно сочинённой поп-песней. Издание Hypebae отметило, что песня «демонстрирует фирменный успокаивающий вокал певицы».

## Чарты

### Еженедельные чарты
| Чарт (2021)                 | Высшая позиция |
| --------------------------- | -------------- |
| Ирландия (IRMA)             | 98             |
| Малайзия (RIM)              | 2              |
| Новая Зеландия (RMNZ)       | 11             |
| Сингапур (RIAS)             | 13             |
| США (Billboard Pop Airplay) | 40             |